# 毎度おジャマしまぁす
『毎度おジャマしまぁす』（まいどおジャマしまぁす）は、1995年4月11日から同年6月27日まで、TBS系列で放送されていたテレビドラマである。放送時間は、毎週火曜21:00 - 21:54（JST）。
前年に放送された『毎度ゴメンなさぁい』の続編。ヒロインの名前は前作と同じ沢野桜だが、そのほかの設定は変更が行われている。
お隣同士のお好み焼き屋と手作り家具屋。桜率いる女のコ軍団と硬派の浩二率いるヤロー軍団が壮絶なラブバトルを展開するハイテンション・コメディー。
前作『毎度ゴメンなさぁい』に出演していた保阪尚輝は、同時期に放送されたフジテレビの『輝く季節の中で』に出演していた為、本作では一部分のみの出演となっている。（スペシャルサンクス扱い）
2022年現在DVD化はされていない。

## あらすじ
デザイナーを目指してミラノに留学していた桜（松雪泰子）は、兄・一也（保坂尚輝）が急病という知らせを受けて帰国。しかしそれはウソで、兄は自分勝手に放浪の旅に。後に残った借金と自分の子供三人を、ていよく妹に押し付けようという陰謀だったのだ。激怒する桜だが、幼馴染のお隣さん・浩二（仲村トオル）率いる鶴田三兄弟もからんだドタバタ騒ぎに巻き込まれ、帰るに帰れないまま、なしくずしにお好み焼き屋に住み込み開始。店を切り盛りし、姪っ子甥っ子たちの面倒を見るハメになってしまう。
元ツッパリで、零コンマ数秒で相手をぶん殴る桜のアダ名はコンマ女。対する浩二は、短気ですぐ赤くなるタコ男。この二人を中心に繰り広げられるアホらしくも壮絶な恋愛戦争。

## キャスト
- 沢野桜：松雪泰子
- 高倉賢：加勢大周
- 鶴田裕二：反町隆史
- 沢野春代：秋本祐希
- 鶴田昭二：柏原崇
- 沢野夏海：建みさと
- 沢野秋穂：いしいすぐる
- 鴉雪次郎：香田晋
- 柏木彩乃：今村恵子
- 徳大寺：林家いっ平
- さより：山口リエ
- 天地啓介：森田剛
- 桂星子：星子佳
- 緑山千鶴：藤原紀香
- 沢野一也：保阪尚輝（スペシャルサンクス）
- 鶴田浩二：仲村トオル

## テーマ曲
- 主題歌「ぜったい きっと 好き」Mink
- 挿入歌「if…」Be-B

## スタッフ
- 脚本：吉本昌弘
- プロデュース：和田豊彦
- 演出：赤羽博、中島悟、飯塚正彦、楠田泰之
- 制作：TBS、AVEC

## 受賞歴
- 第5回ザテレビジョンドラマアカデミー賞[1]
  - ベストドレッサー賞（松雪泰子）

## サブタイトル
1. イタリア・コンマ
2. 祝　お好み焼き屋開店
3. 家庭訪問
4. ブロードウェイ出演
5. 会長選挙へ立候補
6. 春代の反抗
7. そんなとこ、スキ
8. ショック！隣に赤ちゃんが来た
9. 本当？プロポーズされちゃった
10. 妹が妊娠？結婚するっきゃナイ
11. 桜が最後に選んだことは…？